# Autographa gamma
Autographa gamma, gama sovica, noćni je leptir (moljac) iz porodice sovica, Noctuidae. Latinski i tradicionalni naziv vrsta je dobila po specifičnoj srebrnoj markaciji na prednjim krilima.

## Opis vrste[1]
Autographa gamma je migratorna vrsta sa više generacija godišnje. Rasptrostranjena je od Severne Afrike do Skandinavije, i u pojedinim regijama Azije. Kako je izrazito polifagna, susreće se na svim tipovima staništa osim zatvorenih šumskih. Biljke hraniteljke uključuju  gajene vrste poput graška (Pisum sativum)
i kupusa (Brassica oleracea) a vrlo često i biljke poput koprive (Urtica dioica) i maslačka (Taraxacum officinale).

### Razvojni stadijumi[3]
Jaja su blago spljoštena, s brojnim usecima i bele boje, položena u manjim grupama na list biljke hraniteljke. U zavisnosti od vremenskih uslova, za izleganje je potrebno između 3 i 10 dana. Gusenice se morfloški ne menjaju značajno tokom razvoja, osim što dobijaju na veličini i papilozne osnove sete im bivaju manje izražene. Zelene su boje i markirane beličastim linijama. Glavena kapsula iz postepeno iz crne prelazi u zelenu. Kao i većina pripadnika potporodice Plusinae, gama sovica ima tri para lažnih nožica, jedan na analnom i dva na petom i šestom abdominalnom segmentu. Glava i torakalni segmenti su pljosnati, a gusenica je najrobusnija kaudalno. Zbog redukcije lažnih nožica, kreće se poput zemljomerki (Geometridae). Zbog svog načina ishrane, usled prenamnožavanja gama sovice mogu naneti štetu u usevima gajenih biljaka. Dužina zrele gusenice je tridesetak milimetara. Lutka je najpre bledo zelena, ali postepeno prelazi u tamno mrku boju.

### Adult[5]
Morfologija adulta zavisi od klimatskih uslova i biljke hraniteljke gusenice, pa tako postoji više formi. Najčešća uključuje prednja krila sa poljima mrke boje različitog intenziteta što pruža kamuflažu jedinki, sa opisanom markacijom, dok su prednja krila bleđa i obrubljena. Privlači ih nektar te redovno posećuju bašte. Adulti započinju parenje dan ili dva nakon eklozije, ženke polažu jaja i ugibaju tri do petnaest dana kasnije.
- zrela gusenica
- gusenica pred ulutkavanje